# Osmosi (directa)
|  | No s'ha de confondre amb osmosi inversa. |

Pressió osmòtica

Quan una dissolució es posa en contacte amb el dissolvent a través d'una membrana semipermeable, membrana que només deixa passar les molècules de dissolvent però no pas les dels soluts, les molècules de dissolvent es difonen cap a la dissolució, aquest fenomen s'anomena osmosi. Es pot arribar a una situació d'equilibri químic contrarestant aquesta tendència mitjançant l'aplicació d'una certa pressió sobre la dissolució, que es coneix com a pressió osmòtica de la dissolució i es representa amb la lletra grega Π.
A la figura adjunta es representen una dissolució separada del dissolvent pur per una membrana semipermeable. Les molècules de dissolvent passen del dissolvent pur a la dissolució concentrada, de manera que el volum de la dissolució concentrada augmenta al mateix temps que es dilueix. Si l'excés de dissolvent es fa pujar per dins d'un tub capil·lar, com es mostra a la figura, s'assolirà un equilibri quan l'augment de la pressió hidroestàtica, proporcional a l'altura h iguali a la pressió del dissolvent per passar cap a la dissolució, la pressió osmòtica. S'impedirà així el pas de més dissolvent cap a la dissolució concentrada.
L'osmosi és un fenomen biològic important per a la fisiologia cel·lular dels éssers vius.

## Mecanisme
S'anomena membrana semipermeable a aquella estructura que conté porus o forats, igual que qualsevol filtre, però de mida molecular. La mida dels porus és tan minúscul que deixa passar les molècules petites però no les grans, normalment de la mida de micròmetres. Per exemple, deixa passar les molècules d'aigua, que són petites, però no les de sucre, que són més grans. Si una membrana com la descrita separa un líquid en dues particions, una d'aigua pura i una altra d'aigua amb sucre, succeeixen diverses coses, explicades a finals del segle xix per Jacobus Henricus van't Hoff i Gibbs emprant conceptes de potencial electroquímic i difusió simple, entenent que aquest últim fenomen implica no només el moviment a l'atzar de les partícules fins a aconseguir l'homogènia distribució de les mateixes (això passa quan les partícules que venen s'equiparen amb les que aleatòriament van) sinó que també l'equilibri dels potencials químics de les dues particions. Els potencials químics dels components d'una solució són menors que la suma del potencial d'aquests components quan no estan lligats a la solució. Aquest desequilibri, que està en relació directa amb l'osmolaritat de la solució, genera un flux de partícules solvents cap a la zona de menor potencial que s'expressa com pressió osmòtica mesurable en termes de pressió atmosfèrica, per exemple: "hi ha una pressió osmòtica de 50 atmosferes entre aigua dessalada i aigua de mar". El solvent fluirà cap al solut fins a equilibrar el potencial o fins que la pressió hidroestàtica equilibri la pressió osmòtica.
El resultat final és que, encara que l'aigua passa de la zona de baixa concentració a la d'alta concentració i viceversa, hi ha un flux net major de molècules d'aigua que passen des de la zona de baixa concentració a la d'alta.
Dit d'una altra manera: donat suficient temps, part de l'aigua de la zona sense sucre haurà passat a la d'aigua amb sucre. L'aigua passa de la zona de baixa concentració a la d'alta concentració.
Les molècules d'aigua travessen la membrana semipermeable des de la dissolució de menor concentració, dissolució hipotònica, a la de major concentració, dissolució hipertònica. Quan el transvasament d'aigua iguala les dues concentracions, les dissolucions reben el nom d'isotòniques.
En els éssers vius, aquest moviment de l'aigua a través de la membrana cel·lular pot produir que algunes cèl·lules s'arruguin per una pèrdua excessiva d'aigua, o bé que s'inflin, possiblement fins a rebentar, per un augment també excessiu en el contingut cel·lular d'aigua. Per evitar aquestes dues situacions, de conseqüències desastroses per a les cèl·lules, aquestes posseeixen mecanismes per expulsar l'aigua o els ions mitjançant un transport que requereix despesa d'energia. La presència de sals minerals dissoltes en l'aigua condicionen el moviment de les molècules d'aigua a través de la membrana plasmàtica per igualar les concentracions.

### Fonament físic
És un sistema binari reaccionant, en què els components no impliquen càrrega elèctrica i hi ha una temperatura uniforme i igual per a dues reservoris, s'ha de la producció d'entropia és la combinació lineal de productes entre fluxos i forces del sistema:
{\displaystyle \sigma =\sum _{i}{Y_{i}X_{i}}=j_{1}'{\frac {(\Delta \mu _{1})_{T,p}}{T}}-j_{v}{\frac {\Delta p}{T}}}
on els fluxos són simplement el flux de difusió relatiu del compost 1 i el flux relatiu de velocitats dels components:
{\displaystyle j_{1}'=j_{1}-{\frac {c_{1}}{c_{2}}}j_{2}\qquad j_{v}=v_{1}j_{1}+v_{2}j_{2}}
Les forces termodinàmiques són diferències entre magnituds intensives entre els dos reservoris: potencial químic i pressió
{\displaystyle X_{1}=-{\frac {(\Delta \mu _{1})_{T,p}}{T}}=-\mu _{11}^{c}{\frac {\Delta c_{1}}{T}}\qquad ;\qquad X_{v}=-{\frac {\Delta p}{T}}}
Les lleis són:
{\displaystyle {\begin{bmatrix}\;j_{1}'\\\;j_{v}\end{bmatrix}}={\begin{bmatrix}\;\Lambda _{11}&\lambda _{v1}\\\;\Lambda _{1v}&\Lambda _{vv}\\\end{bmatrix}}{\begin{bmatrix}\;-\mu _{11}^{c}{\frac {\Delta c_{1}}{T}}\\\;-{\frac {\Delta p}{T}}\end{bmatrix}}}
Del que es dedueix, per a una situació estacionària ({\displaystyle j_{v}=0}) Que una diferència de concentracions en els dipòsits provoca una diferència de pressions i viceversa. Són els fenòmens d'osmosi i osmosi inversa, donats per la relació:
{\displaystyle {\frac {\Delta p}{\Delta c_{1}}}=-\mu _{11}^{c}{\frac {\Lambda _{v1}}{\Lambda _{vv}}}.}
A la diferència de pressions {\displaystyle \Delta p} que provoca una determinada diferència de concentració {\displaystyle \Delta c_{1}} s'anomena pressió osmòtica.

### Osmosi en una cèl·lula animal
Les membranes de les cèl·lules són semipermeables, per tant, en un medi isotònic, el pas de l'aigua en els dos sentits s'equilibra. Si la cèl·lula es troba en un medi hipotònic tendirà a absorbir aigua inflant-se, podent arribar a l'extrem d'esclatar, donant origen a la citòlisi.
Per altra banda, si la cèl·lula es troba en un medi hipertònic, l'aigua interior tendirà a sortir, provocant la deshidratació, i en casos extrems arribant a la mort de la cèl·lula, procés anomenat de crenació.

### Osmosi en una cèl·lula vegetal
Les membranes de les cèl·lules vegetals són també semipermeables, i en aquest cas també en un medi isotònic, el pas de l'aigua en els dos sentits s'equilibren. En presència d'un mitjà hipotònic la cèl·lula absorbeix aigua omplint els seus vacúols, donant origen a una situació denominada turgència. D'altra banda, en un medi hipertònic, l'aigua surt de la cèl·lula a través de la membrana, i pot originar que la membrana plasmàtica se separi de la cèl·lula, provocant el que s'anomena la plasmòlisi.

## Tipus de membrana

### Plate-and-Frame
El dispositiu més senzill per empaquetar membranes de xapa plana és un mòdul de plate-and-frame. Dues de les principals limitacions dels elements de plate-and-frame per a aplicacions de membrana són la manca d'un suport adequat i la baixa densitat d'embalatge. El primer limita el funcionament a baixa pressió hidràulica i el funcionament a pressions similars a banda i banda de la membrana. El segon condueix a majors costos de capital i majors costos operatius. Altres limitacions de la configuració de la plate-and-frame inclouen problemes de segellat intern i extern, dificultat per controlar la integritat de la membrana i un rang limitat de condicions de funcionament.

### Spiral-wound
El segon tipus de membranes són els elements de membrana enrotllats en espiral comercialitzats comercialment (per exemple, elements osmosi inversa enrotllats en espiral) que funcionen amb un sol corrent (el flux d'alimentació) que flueix sota control directe de la seva velocitat de flux tangencial a la membrana. El flux de permeat flueix molt lentament al canal format per les dues membranes encolades i la seva composició i velocitat de flux estan controlades per les propietats de la membrana i les condicions de funcionament.

### Tubular
L'ús de membranes tubulars (tubs o fibres buides) per a processos d'osmosi directa de funcionament continu és més pràctic per tres motius principals. En primer lloc, les membranes tubulars no necessita d'un suport extern. Això significa que poden suportar una pressió hidràulica elevada sense patir deformacions i que poden embalar-se fàcilment en feixos directament dins d'un recipient de retenció. En segon lloc, és molt més senzill fabricar mòduls tubulars i la densitat d'embalatge és relativament alta. En tercer lloc, aquests mòduls permeten que els líquids flueixin lliurement pels dos costats de la membrana, un patró de flux necessari per a la osmosi directa. Les membranes de fibra buida poden ser les més adequades per aquest sistema, ja que no cal una capa de suport gruixuda, com passa amb les membranes de fulls de la osmosi inversa. Això provocarà una reducció del CP intern i un rendiment millorat.

## Solució concentrada
La solució concentrada membrana és la font de la força motora del procés d'osmosi directa. A l'hora de seleccionar la solució hipertònica, el criteri principal és que ha de tenir una pressió osmòtica superior a la solució d'alimentació. Per aquest motiu, la selecció adequada és fonamental per a l'èxit de l'aplicació de processos basats en l'osmosi directa, en particular els processos en què s'ha de recuperar la solució hipertònica i mantenir la seva concentració mitjançant la dosificació.
La solució hipertònica ideal ha de ser:
- No tòxica
- Baix cost
- Fàcilment recuperable i/o regenerable amb poca aportació energètica
- Ha d'adquirir una alta pressió osmòtica a concentracions baixes
- Alta solubilitat
- Baixa viscositat
- Efecte mínim sobre la polarització de la concentració interna.
Un altre criteri important en algunes aplicacions d'osmosi directa és la selecció d'un procés adequat per reconcentrar la solució després que n'hi hagi de diluït durant el procés. Molt sovint s'utilitza una solució de NaCl perquè té una solubilitat elevada i és relativament senzilla reconcentrar-la mitjançant osmosi inversa.

## Aplicacions
L'osmosi directa s'ha estudiat per una gran varietat d'aplicacions i la majoria d'aquestes venen donades per la capacitat de separar soluts en dissolució de forma activa mitjançant altres operacions unitàries, tals com l'osmosi inversa.

### Dessalinització
Mitjançant l'osmosi directa amb conjunt amb l'osmosi inversa és possible obtenir aigua dessalinitzada a partir d'una solució salobre, provinent del mar, la qual pot contenir en condicions normals entre 20.000 i 55000 microsiemens/cm de conductivitat. També és possible dur a terme aquest mateix procés en una sola etapa, però el cost de capital i operacional són molt elevats, en comparació amb les dues etapes, no obstant això, els sistemes a llarga escala requereixen operacions unitàries addicionals, per tal de recuperar l'aigua extreta de la solució hipertònica.
Aquest procés té la característica de tenir un fouling baix, ja que el primer pas és l'osmosi directa, la qual prepara la solució per a l'osmosi inversa.

### Begudes d'emergència
Un exemple d'aplicació d'aquest tipus es pot trobar a les "bosses d'hidratació", que utilitzen un solut d'aspiració ingerible i estan destinades a la separació de l'aigua de les solucions hipotòniques. Això permet, per exemple, la ingestió d'aigua de les aigües superficials (rierols, estanys, bassals, etc.), les quals s’espera que continguin patògens o toxines que són fàcilment rebutjades per la membrana d'osmosi directa.
Amb un temps de contacte determinat, aquesta aigua impregnarà la bossa de membrana de la solució concentrada, deixant enrere els components indesitjables. La solució hipotònica es podrà beure directament. Normalment, els soluts d'extracció són sucres tals com la glucosa o la fructosa, que proporcionen l'avantatge addicional de ser nutritius. Un punt d'interès addicional amb aquestes bosses és que es poden utilitzar fàcilment per reciclar l'orina, ampliant en gran manera la capacitat d'un soldat o un excursionista de sobreviure en entorns àrids en cas d'emergència. Aquest procés també es pot emprar, en principi, amb fonts d'alimentació salina altament concentrades com l'aigua de mar, ja que un dels primers usos previstos de l'osmosi directa amb soluts s’ha utilitzat com a mecanisme de supervivència en exèrcits.

### Bombes osmòtiques
Una de les aplicacions més innovadores de la indústria farmacèutica fa referència a les bombes osmòtiques. L'osmosi ofereix molts avantatges quant al transport de substàncies medicinals, degut als mecanismes de transferència de matèria. Així doncs, aquest mecanisme per millorar la biodisponibilitat de certs medicaments. Per exemple, es podria utilitzar aquesta tècnica per proveir certs medicaments als fluids cerebroespinals, on es pot proveir el medicament fins a un any.
El funcionament d'una bomba osmòtica és bastant simple. Aquesta consisteix en una coberta de titani cilíndrica en la qual s’allotja el medicament a ser distribuït i on es protegeix el mateix de la suor, enzims, etc. Una membrana de poliuretà cobreix el final d'aquesta coberta i la mateixa és permeable a l'aigua i altres ions. Un cop l'aigua corporal penetra a la membrana, aquesta indueix una pressió osmòtica que empeny el medicament cap a l'orifici de sortida.

### Energia osmòtica
Una de les aplicacions més utilitzades de l'osmosi directa fa referència a la generació d'energia mitjançant aquesta tecnologia. Aquest procés recrea la mescla d'aigua dolça amb aigua salada, que es produiria amb la mescla d'aigua de mar i de riu. Així doncs, una planta osmòtica recolliria tant l'aigua d'un riu com la del mar i gràcies a una membrana semipermeable es generaria un gradient de pressió osmòtica que aniria a parar a una turbina, la qual generaria energia mecànica i en darrer cas, elèctrica.

### Industria làctia
Pel que fa a la indústria alimentària, aquesta unitat operativa es troba normalment amb altres. Per exemple, la indústria làctica utilitza llet crua per produir diversos aliments, com ara llet de llarga vida, formatge, iogurt o proteïnes de sèrum de llet aïllades, que s'utilitzen en el món del "fitness". Grans quantitats d'aigües residuals resulten d'aquesta aplicació, sigui de procediments de neteja o processos de deshidratació, i això comporta un problema en la indústria làctica.
Les tecnologies per a la deshidratació del sèrum de llet són l'osmosi directa amb osmosi inversa i destil·lació de membrana i l'osmosi directa, que són les tecnologies més rendibles.

## Osmosi inversa

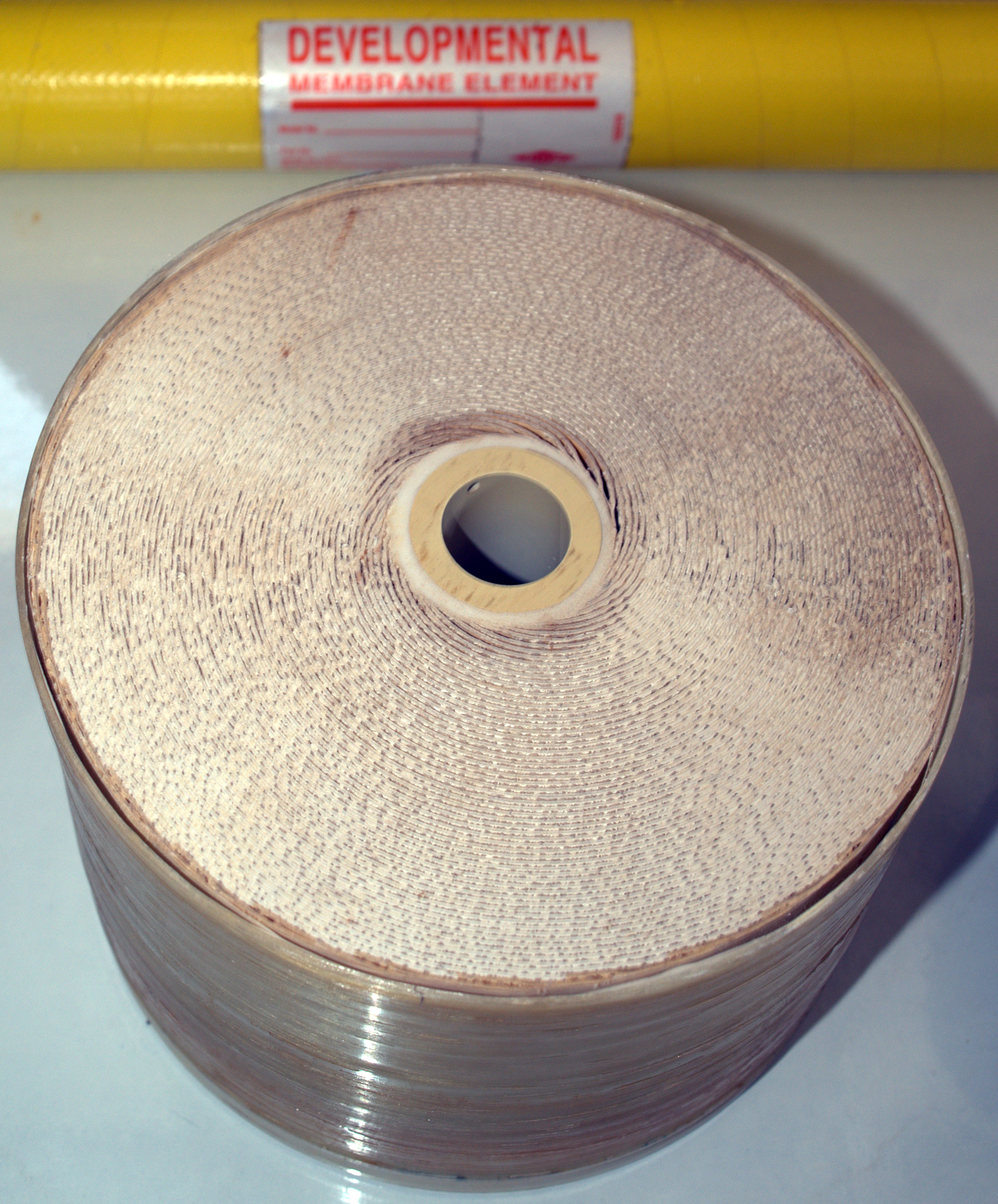
Bobina de membrana semipermeable emprada en la dessalinització de l'aigua salobre

Si s'augmenta la pressió del costat de major concentració, es pot aconseguir que el dissolvent passi des del costat d'alta concentració al de baixa concentració. D'aquesta manera s'està produint el fenomen contrari a l'osmosi, per això es diu osmosi inversa. És a dir, el dissolvent de la zona d'alta concentració passa a la de baixa concentració.
Si l'alta concentració és de sals, per exemple a l'aigua marina, en aplicar pressió, l'aigua passa a l'altre costat de la membrana sense les sals aconseguint dessalinitzar l'aigua de mar i fent-la potable. Mitjançant aquest procediment és possible obtenir aigua dessalinitzada (menys de 15 000 μS/cm de conductivitat elèctrica) partint d'una font d'aigua salabrosa, aigua de mar, que en condicions normals pot tenir entre 50.000 i 60.000 μS/cm de conductivitat. L'osmosi inversa s'ha convertit avui en dia en un dels sistemes més eficients per dessalinitzar i fer potable l'aigua, sent usada en vaixells, avions, indústries, hospitals i domicilis.
Un altre exemple d'aplicació de l'osmosi inversa és la descontaminació d'aigües. Si es té aigua amb contaminant "X" les molècules del qual tenen una mida de diàmetre major que la mida de la molècula d'aigua, es pot cercar una membrana semipermeable que deixi passar molècules de mida de les de l'aigua però no del contaminant i, en aplicar pressió (osmosi inversa), s'obtindrà aigua descontaminada.
La clau és a la constitució del feix de membranes que intercalen xarxes-canals de circulació entre capa i capa i finalment convergeixen en el centre del sistema. Com que hi ha un flux d'entrada i dos fluxos de sortida, un es coneix com a rebuig salí i l'altre com a flux de filtrat i els seus valors dependran de la pressió d'entrada imposada al sistema. En general és factible trobar membranes confeccionades amb poliamida o acetat de cel·lulosa (aquest últim material està en desaparició) amb un rebuig salí d'entre 96,5-99,8%. Existeixen membranes especialitzades per a cada tipus d'aigua, des d'aigua de mar fins a aigües salabroses. Els equips d'osmosi inversa industrials munten diversos trens o carros de membranes interconnectades entre si, una bomba d'alta pressió, mesuradors de TDS, pH i cabalímetres de columna. Existeixen equips que s'ubiquen a grans sales a causa de la seva enorme mida. Per a l'òptim funcionament d'aquests sistemes, cal mantenir un antiincrustant contra sílice (sílice gelificada neutra) que obtura el sistema, a més d'un biocida per mantenir lliure de biomasses les capes del sistema.
L'osmosi inversa té algunes restriccions, hi ha certes espècies químiques que el sistema no és capaç de retenir, aquests l'arsenit (As+3), la sílice neutra (ja esmentada) i el bor. Per retenir aquestes espècies cal realitzar una modificació de l'estat químic de l'espècie, ja sigui via oxidació, coprecipitació o canvis de pH del medi. Per exemple, l'arsenit (As+3) experimenta un rebuig de menys de 25%, l'arsenat (As+5) és capaç de ser retingut en un 95-98%-98.
Les incrustacions a les membranes són un factor no menyspreable en l'eficiència de l'equip, això ocorre quan es pretén forçar el cabal de filtrat, originant fronts de saturació a la superfície de la membrana. Altres substàncies són incrustants, tals com l'esmentada sílice, biomasses de microorganismes. Una vegada incrustada la membrana, sol és possible revertir la situació desmuntant la unitat i tractant-la amb barreges d'àcids forts i sotmetent-les contra corrent.
Un desenvolupament tecnològic recent especialment rellevant és el de l'osmosi inversa per a dessalinització basada en energia solar fotovoltaica, emprant només i exclusivament una petita bateria perquè tot funcioni correctament.

## Comparació amb l'osmosi inversa
L’osmosi directa (FO) ofereix importants avantatges energètics i operatius respecte a l’osmosi inversa (RO). La FO utilitza només el gradient osmòtic natural per moure l’aigua a través d’una membrana semipermeable sense necessitat de pressió externa, cosa que redueix significativament el consum energètic i disminueix la incrustació de membranes. Tanmateix, la FO presenta un fenomen característic anomenat flux invers de soluts, on alguns soluts de la solució concentrada difonen cap a la solució diluïda, la qual cosa pot reduir l’eficiència del procés i requereix un disseny acurat de membranes i solucions *draw* per minimitzar aquest efecte. A més, la FO generalment té un flux d’aigua més baix comparat amb la RO, limitant la seva aplicació en certs processos. S’estan explorant sistemes híbrids que combinen FO i RO per aprofitar els avantatges d’ambdues tecnologies, millorant l’eficiència en dessalinització i tractament d’aigües residuals.
La taula següent compara les principals característiques de l’osmosi directa i la inversa:
| Característica           | Osmosi directa (FO)                                                                 | Osmosi inversa (RO)                                | Referències       |
| ------------------------ | ----------------------------------------------------------------------------------- | -------------------------------------------------- | ----------------- |
| Font d’energia           | Gradient osmòtic natural (sense pressió externa)                                    | Requereix alta pressió externa (bombes)            | Cath et al., 2006 |
| Consum energètic         | Baix consum energètic                                                               | Alt consum energètic                               | Cath et al., 2006 |
| Incrustació de membranes | Menor propensió (fouling més suau)                                                  | Major propensió a incrustacions                    | Cath et al., 2006 |
| Flux d’aigua             | Més baix comparat amb RO                                                            | Més alt que FO                                     | Cath et al., 2006 |
| Flux invers de soluts    | Present, pot afectar l’eficiència                                                   | Pràcticament inexistent                            | Cath et al., 2006 |
| Aplicacions típiques     | Concentració d’aliments, dessalinització combinada, sistemes portàtils d’hidratació | Dessalinització a gran escala, purificació d’aigua | Cath et al., 2006 |

## Experiment il·lustratiu d'osmosi
Es pot realitzar una experiència, consistent a omplir una bossa de cel·lofana, amb una solució d'aigua i sucre comú; la boca de la bossa ha de quedar hermèticament tancada. En aquestes condicions, se'l submergeix en un recipient que contingui aigua.
La cel·lofana compleix el paper d'una membrana i la característica que presenta és la de no permetre el pas de les molècules de sucre en la solució, la qual cosa significa que és impermeable al sucre. Al contrari, deixa passar amb facilitat les molècules d'aigua, és a dir, és permeable a ella. Les membranes que presenten aquest comportament reben el nom de semipermeables. D'acord amb l'anterior, en l'experiment es pot observar que, al començament el recipient format per la membrana de cel·lofana es troba distès, però a poc a poc va augmentant de mida fins a quedar inflat. Això és conseqüència de la difusió de l'aigua a través de la membrana, des del recipient cap a l'interior de la bossa. Aquest és el fenomen que es coneix com a osmosi.
Però si s'augmentés la pressió dins de la bossa, es veuria que passen només les molècules d'aigua i no les de sucre, produint la filtració del component solvent, és a dir, osmosi inversa.